# Örebro
Örebro (/œrɛˈbruː/) es una ciudad ubicada en la región histórica de Närke (Suecia). Es la capital de la provincia de Örebro así como del municipio de Örebro. Se encuentra localizada en la orilla occidental del lago Hjälmaren, en el curso del río Svartån, en la que residen 126 604 personas.
Örebro es el centro económico de Närke y de la provincia de Örebro.
Esta ciudad está hermanada con la ciudad española de Tarrasa.

## Historia
El término Örebro significa literalmente un puente sobre bancos de grava, que es el aspecto de la zona en la que el río Svartån desemboca en el lago Hjälmaren. Esta localización se convirtió en un asentamiento natural para el comercio en la Edad Media, siendo mencionada en documentos escritos del siglo XIII. Örebro recibió el título oficial de ciudad por Decreto Real, con los privilegios correspondientes, en el año 1404.
El centro de la ciudad ha sido siempre el imponente Castillo de Örebro, situado en una isla del río Svartån, dividiendo la ciudad en una parte al norte, y otra al sur. Un primer castillo se construyó durante la regencia de Birger Jarl en el siglo XIII, aunque  se levantó de nuevo y se amplió durante los reinados de los Vasa, desde Gustavo Vasa a Carlos IX, terminando en 1625.
Uno de los eventos más destacados en la historia de la ciudad fue la asamblea celebrada en 1810, en la que el francés Jean-Baptiste Bernadotte (futuro Carlos XIV) fue elegido príncipe y heredero del rey Carlos XIII. Dos años más tarde, se firmó allí el Tratado de Örebro.
A pesar de tratarse de una ciudad comercial, Örebro tuvo una expansión reducida hasta la segunda mitad del siglo XIX, cuando experimentó un fuerte crecimiento, como centro nacional de la industria del calzado.

## Monumentos y lugares de interés
La ciudad vieja de Örebro recibe el nombre de Wadköping, y se localiza a orillas del Svartån. Además del castillo se pueden encontrar muchas casas de madera, de los siglos XVIII y XIX, siendo varias de ellas museos.
La torre de agua de Örebro, conocida como Svampen (champiñón) por su aspecto, es una atracción popular como mirador de la ciudad. En 1958 una réplica exacta de ella se construyó en Al Riad, en Arabia Saudita.
La Universidad de Örebro es una de las más recientes de Suecia, ya que cambió el título de högskola (colegio universitario) por el de universidad en 1999. Actualmente tiene más de 14 000 estudiantes.
El parque acuático Gustavsvik es el mayor de toda Escandinavia, y se encuentra a un kilómetro al sur del centro de Örebro. Con más de 700 000 visitantes cada año, es una de las atracciones turísticas de Suecia más populares, solo superado por los parques Liseberg, Gröna Lund y Skansen.

## Deportes
El Örebro SK es un equipo de fútbol que actualmente compite en la máxima categoría del fútbol sueco, la Allsvenskan. El equipo de fútbol femenino KIF Örebro DFF también juega en la mayor división del fútbol nacional. El estadio de ambos equipos es el Behrn Arena, con capacidad para 14.500 espectadores. Hasta el año 2005 el estadio era conocido como Eyravallen, y en 1958 fue sede del Mundial de Fútbol de Suecia.
Aparte del fútbol, el voleibol femenino también tiene un equipo en la máxima división sueca, el Örebro Volley, ganador de la liga nacional en diez ocasiones.
Asimismo, en esta ciudad nació el piloto de Fórmula 1 Ronnie Peterson y el piloto de rally Stig Blomqvist.

## Cultura
La banda de Skate punk Millencolin y sus miembros tienen origen en Örebro

## Galería

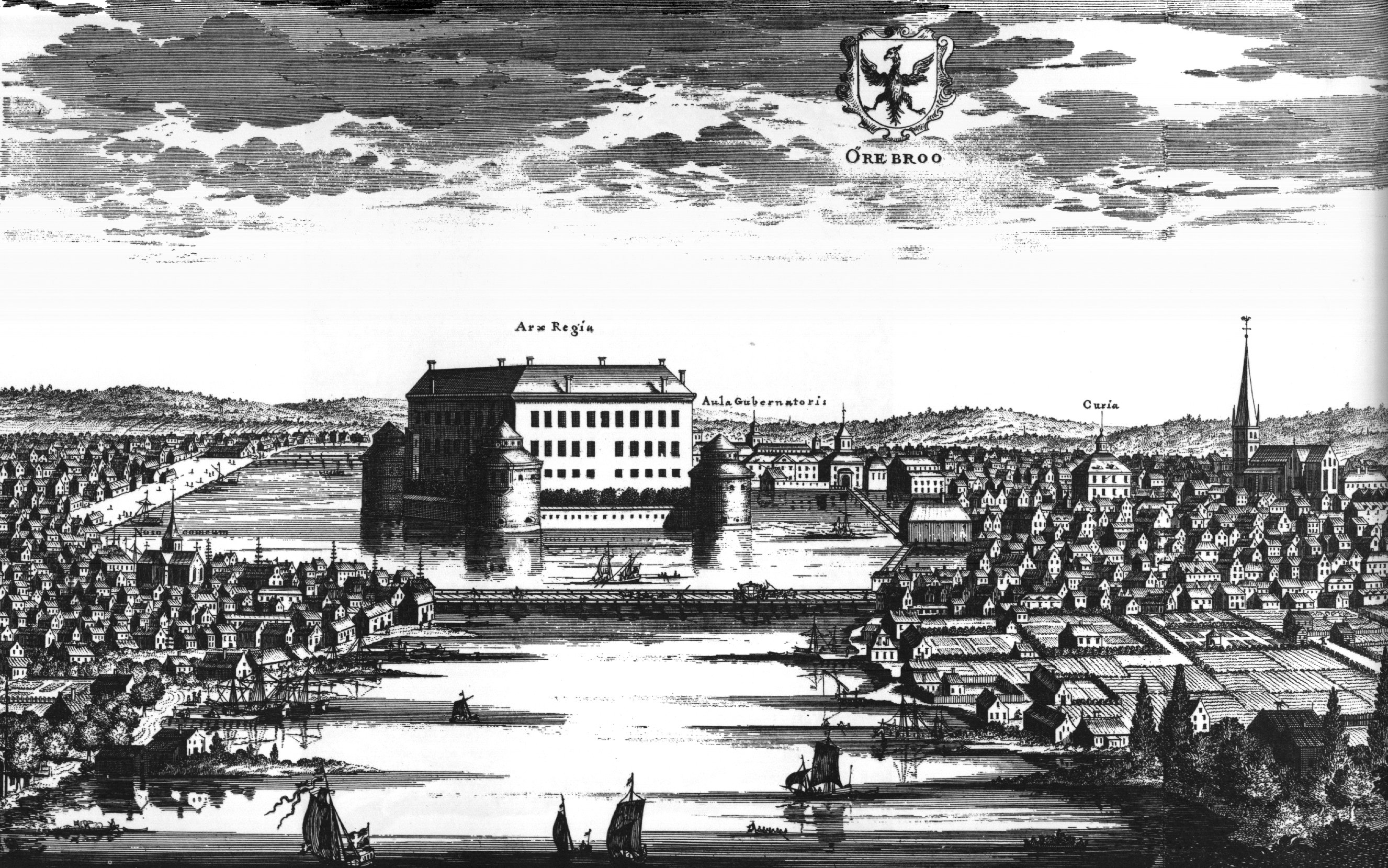
Örebro cerca del año 1700. Grabado recogido en Suecia antiqua et hodierna
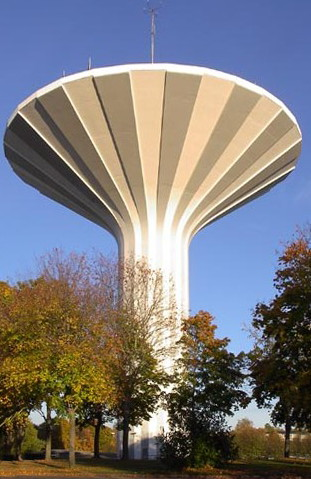
Svampen
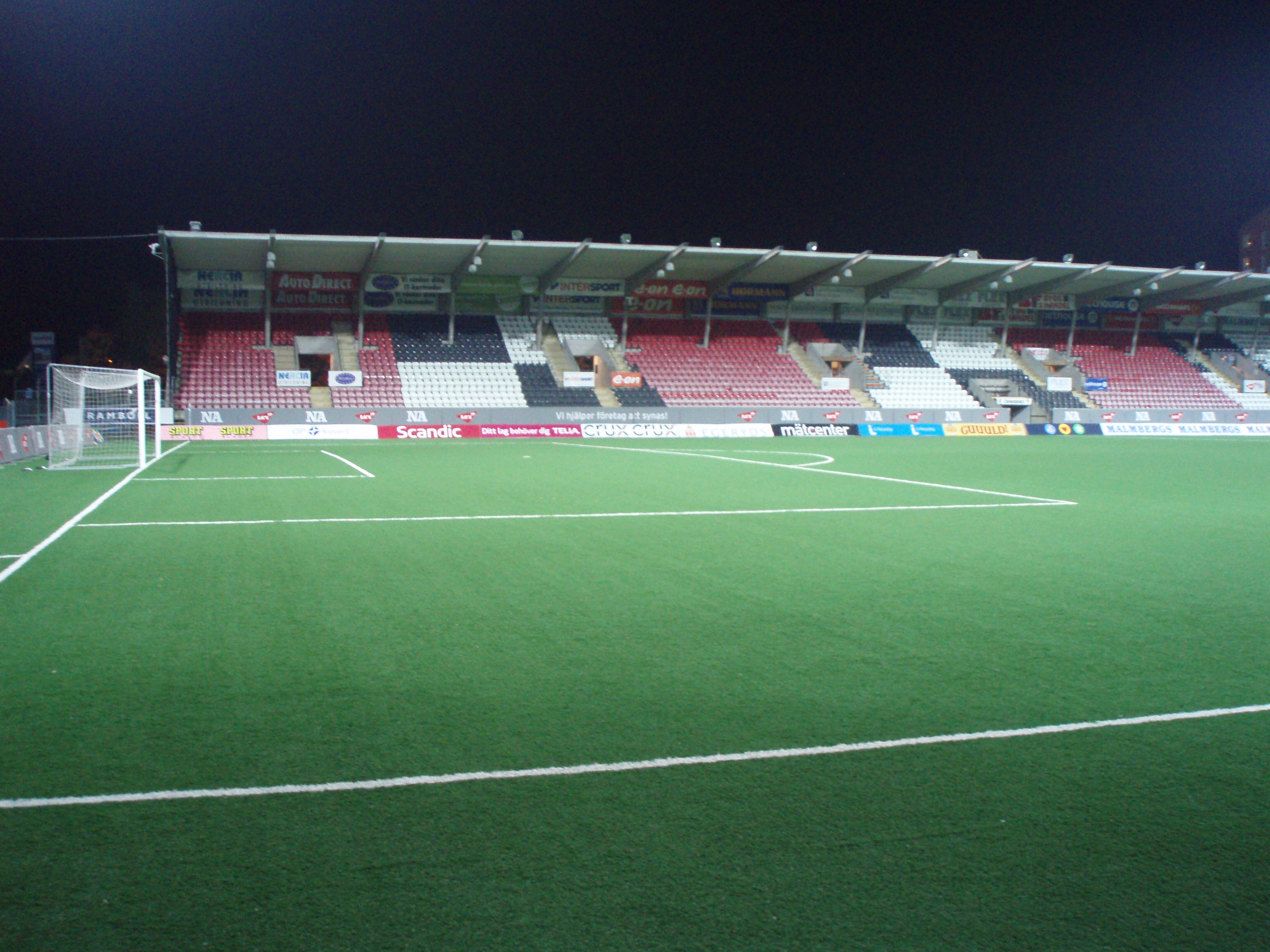
Behrn Arena
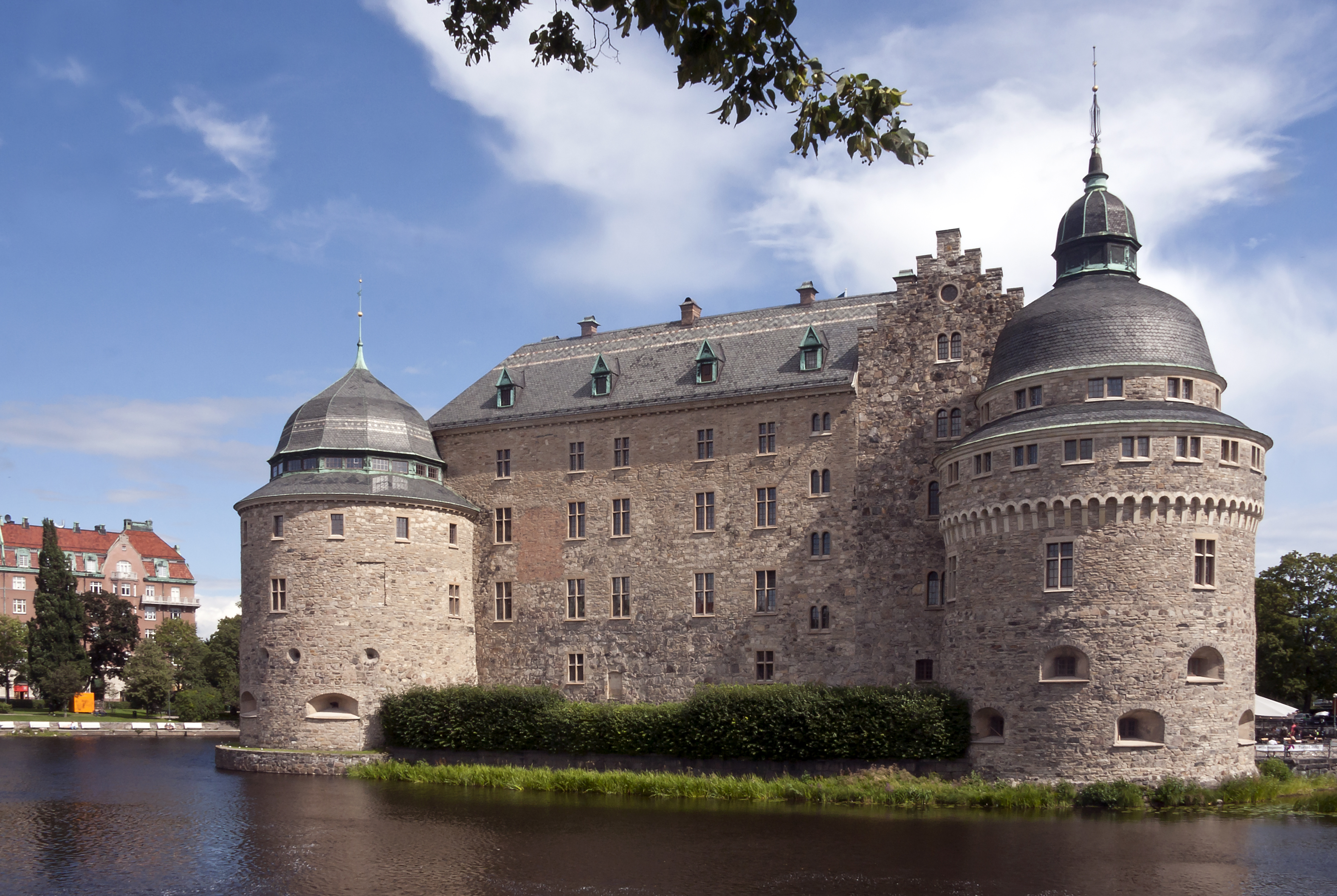
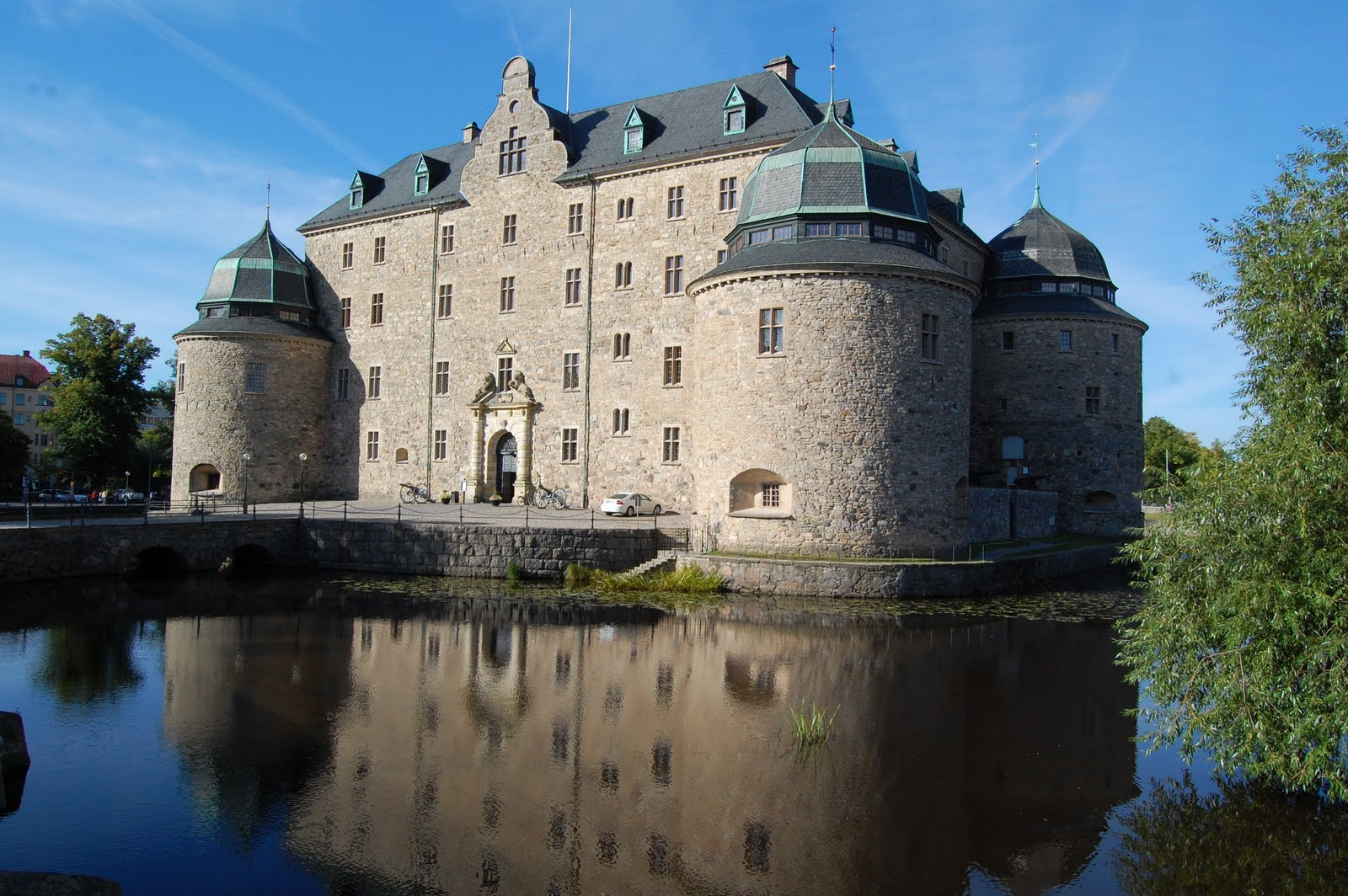
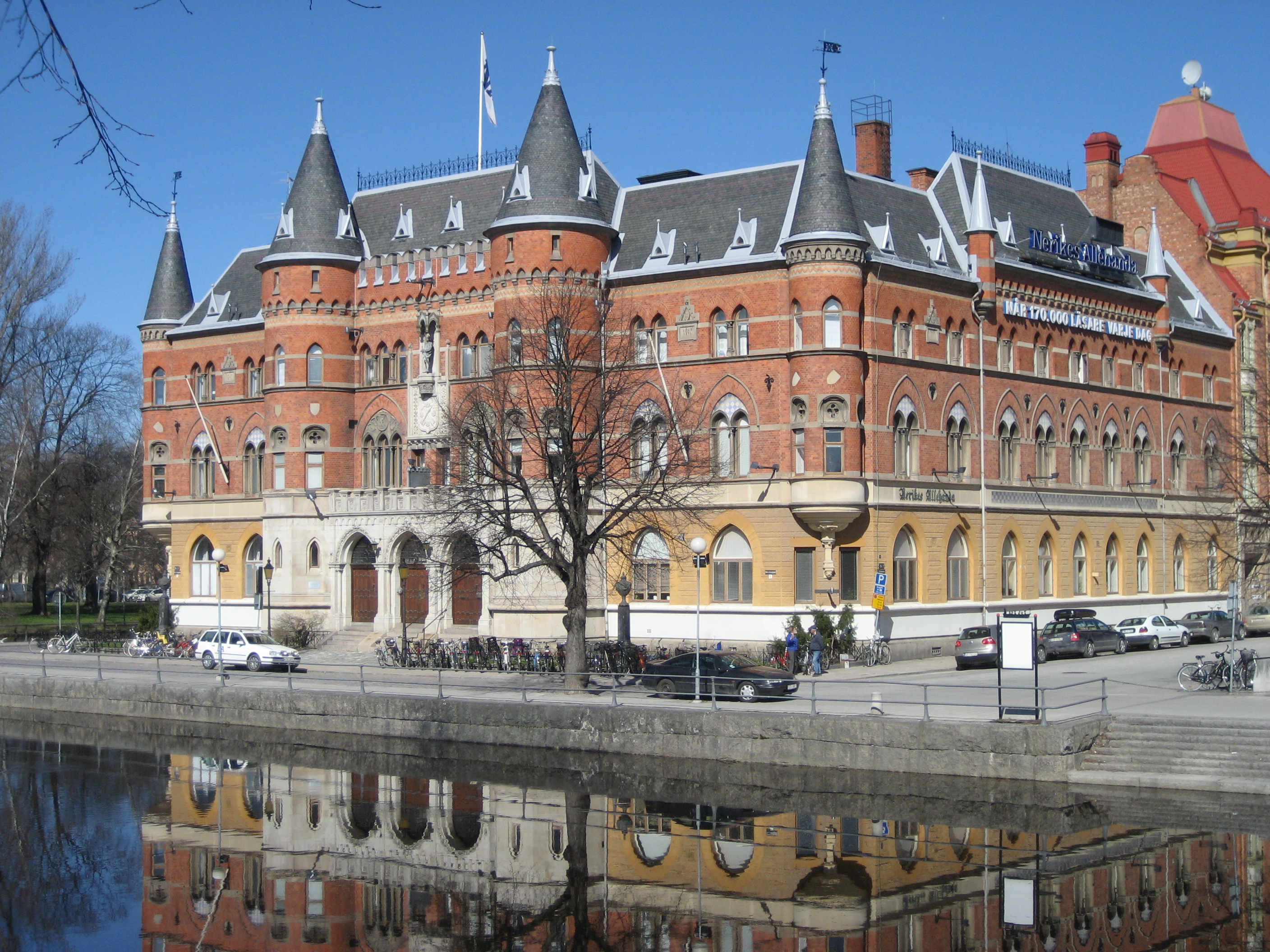